# Astripomoea lachnosperma
Astripomoea lachnosperma là một loài thực vật có hoa trong họ Bìm bìm. Loài này được (Choisy) A. Meeuse mô tả khoa học đầu tiên năm 1958.